# Conjure One
Conjure One — канадский музыкальный проект.

## История
Conjure One был основан известным участником Front Line Assembly и Delerium Рисом Фалбером в 1997 году и ознаменовал начало сольной карьеры музыканта.
Первый альбом, одноимённый с названием проекта, вышел в сентябре 2002 года, сочетает электронную музыку в духе прежних работ Фалбера с влиянием ближневосточной музыки. В записи альбома приняли участие: Шинейд О’Коннор, Джефф Мартин (The Tea Party), Мари Клер Д’Убальдо, Chemda Khalili и другие. В России этот альбом также вышел под фэйковым названием Enigma "Sleep".
После возвращения Фалбера в Front Line Assembly и Delerium в 2005 году вышел в свет второй альбом Extraordinary Ways. Этот альбом имеет несколько более современное звучание, в том числе больше внимание уделяется гитарам и трип-хоп ритмам.
В ноябре 2010 года вышел третий альбом Exilarch.
В июне 2013 года в сети появился фейковый 4-й студийный альбом «Reasons to Disturb». «Under the Gun» — единственная песня, принадлежащая Conjure One, остальные треки были взяты из разных источников и выложены в сеть. Рис Фалбер на своём твиттере написал «Я не знаю что это, но это не мой новый альбом!»
26 сентября 2014 года в твиттере появилось сообщение о том, что новый альбом Conjure One готов и находится на стадии мастеринга. 
В начале 2015 года появился еще один фейковый альбом "Serac", в который добавлены некоторые новые песни группы. 
8 января 2015 Рис Фалбер объявил название 4-го альбома - "Holoscenic".  Альбом вышел 20 ноября 2015.

## Дискография

### Альбомы
- Conjure One (Nettwerk, 2002)
- Extraordinary Ways (Nettwerk, 2005)
- Exilarch (Nettwerk, 2010)
- Holoscenic (Armada Music, 2015)
- Innovation Zero (Black Hole Recording, 2022)

### Синглы
- 2002 - Sleep (Remixes) (Web Single)
- 2002 - Tears From The Moon (US Promo)
- 2003 - Center Of The Sun
- 2003 - Sleep. Tears From The Moon
- 2005 - Extraordinary Way
- 2006 - Face The Music
- 2010 - I Dream In Colour
- 2011 - Like Ice
- 2013 - Under The Gun
- 2013 - Still Holding On
- 2016 - Brave For Me (LTN Sunrise Remix)
- 2016 - Ghost
- 2016 - Serac
- 2016 - The Garden
- 2017 - Oceanic (Amine Maxwell Remix)